# Euphorbia diuretica
Euphorbia diuretica là một loài thực vật có hoa trong họ Đại kích. Loài này được Larrañaga mô tả khoa học đầu tiên năm 1923.